# Лох-Корриб
Лох-Ко́рриб (ирл.  Loch Coirib, англ. Lough Corrib) — озеро в западной части Ирландии.
Находится на высоте 4 м над уровнем моря. Лох-Корриб является вторым по величине озером Ирландии. Максимальная глубина озера составляет 42 метра, а площадь поверхности равна 176 км². Имеет карстовое происхождение; берега высокие на западе и северо-западе, преимущественно же низкие. На озере есть около трёх сотен островов, сток из озера идёт в Атлантический океан по реке Корриб, в залив Голуэй.